# Lista de cidades de Manitoba

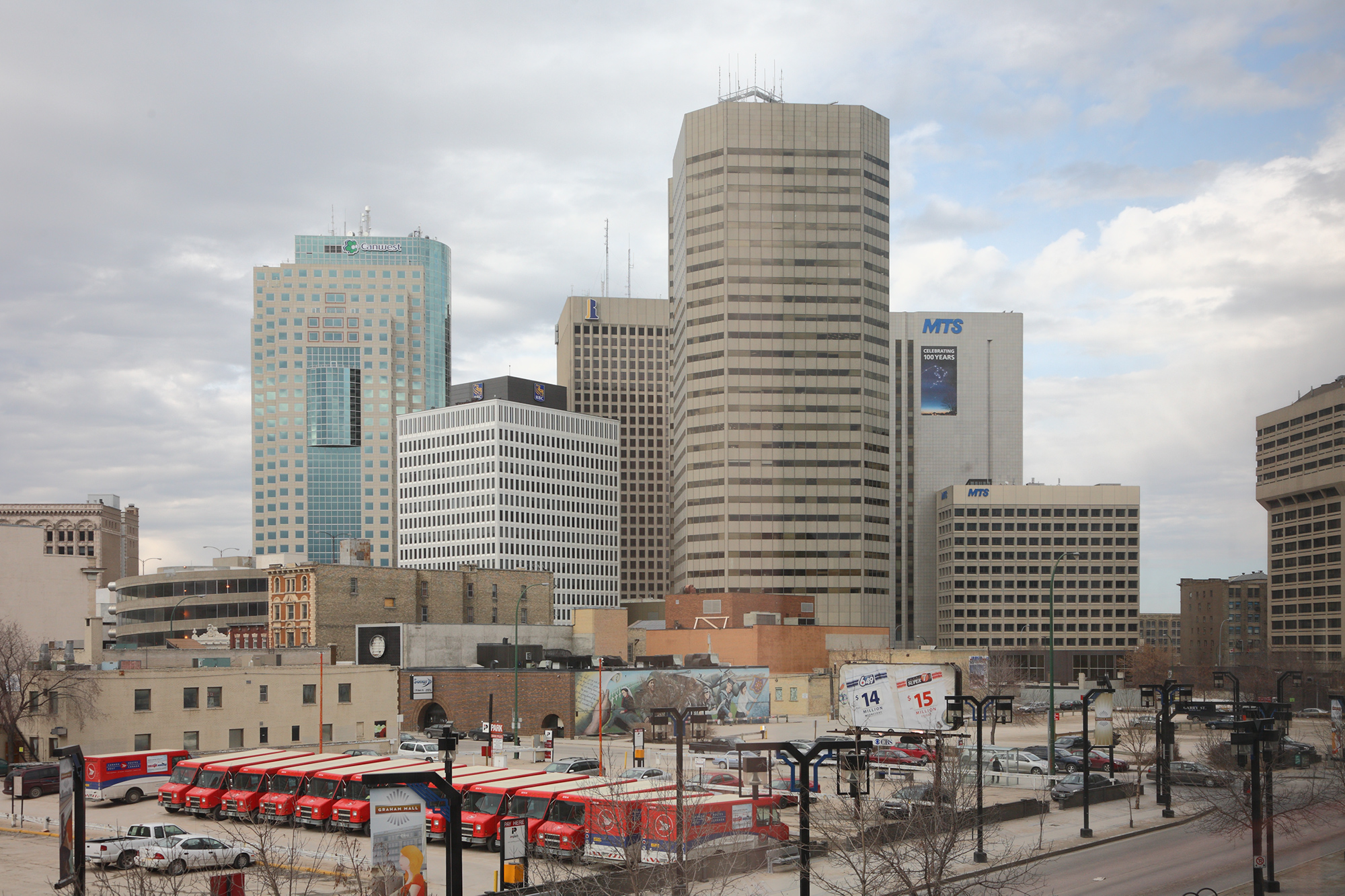
Winnipeg, capital e maior cidade de Manitoba.

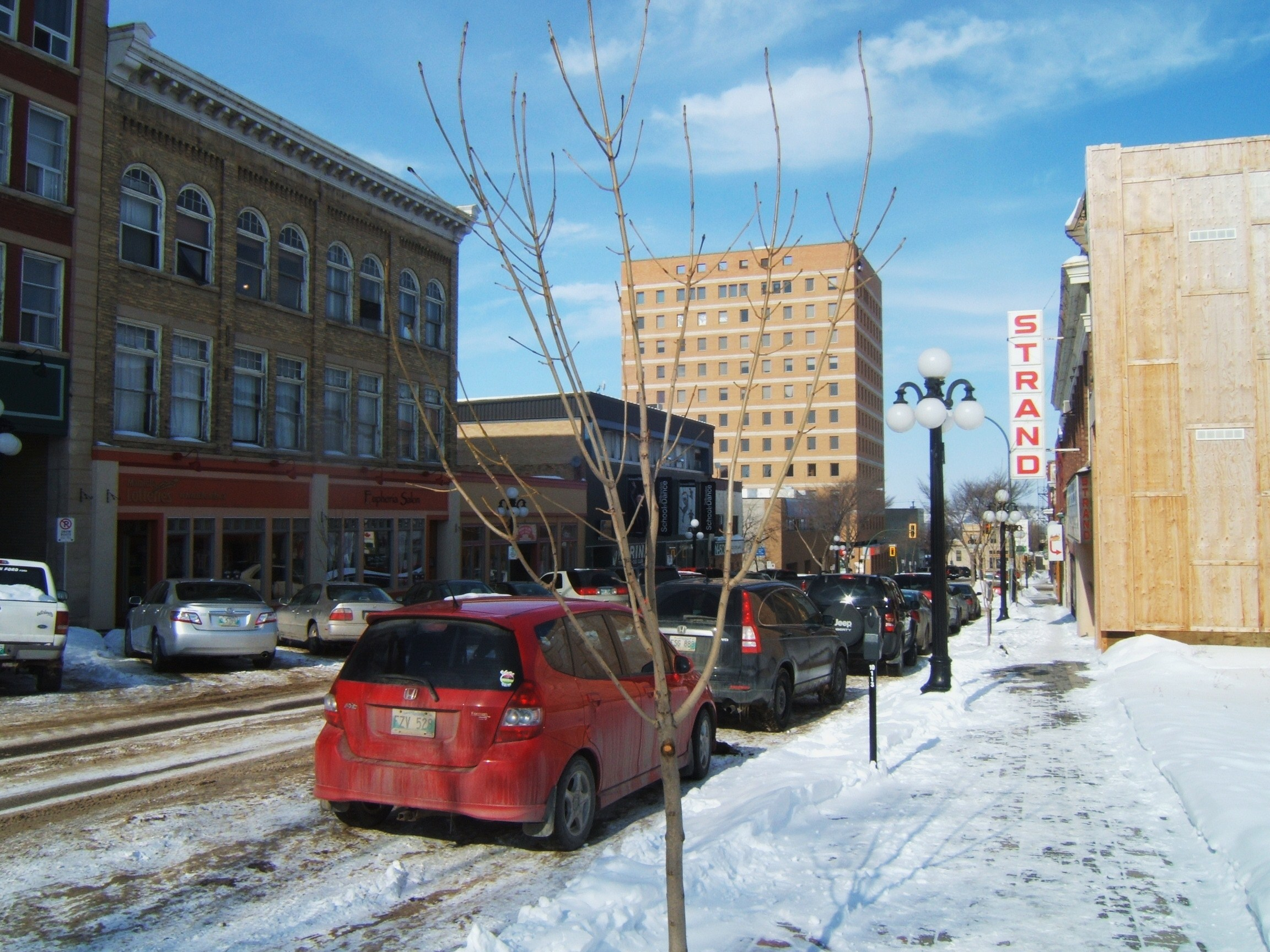
Brandon, com quase 49 mil habitantes, é a segunda maior cidade de Manitoba.

O termo "cidade" é uma classificação de municípios urbanos usada na província canadense de Manitoba. Em Manitoba, um município urbano deve ter uma população mínima de 7.500 habitantes para ser denominada uma cidade.
Manitoba tem 10 cidades, incluindo Flin Flon, que está parcialmente localizada na província vizinha, Saskatchewan. Estas cidades tinham uma população cumulativa de 790.957 e uma população média de 79.096 no censo de 2011. As maiores e menores cidades da província são Winnipeg e a porção de Flin Flon que está em Manitoba, com populações de 663.617 e 5.363 respectivamente. A porção manitobense de Flin Flon já teve uma população de mais de 7.500 habitantes em 1981, quando tinha 7.894 habitantes.
A cidade mais nova de Manitoba é Morden, que obteve o status de cidade em 24 de agosto de 2012.
A partir do censo canadense de 2016, Winnipeg tinha uma população de 705.244 habitantes, que é a cidade mais populosa de Manitoba e a 7ª maior do Canadá.

## Lista
| Nome               | Divisão        | População (2016) | Área (km2) | Densidade populacional (hab./km²) |
| ------------------ | -------------- | ---------------- | ---------- | --------------------------------- |
| Brandon            | Divisão N.º 7  | 48.859           | 76,89      | 599,1                             |
| Dauphin            | Divisão N.º 17 | 8457             | 12,65      | 652,1                             |
| Flin Flon          | Divisão N.º 21 | 4982             | 13,88      | 386,4                             |
| Morden             | Divisão N.º 3  | 8668             | 16,39      | 476,7                             |
| Portage la Prairie | Divisão N.º 9  | 13.304           | 24,67      | 526,7                             |
| Selkirk            | Divisão N.º 13 | 10.278           | 24,87      | 395,4                             |
| Steinbach          | Divisão N.º 2  | 15.829           | 25,57      | 528,9                             |
| Thompson           | Divisão N.º 22 | 13.678           | 17,18      | 746,9                             |
| Winkler            | Divisão N.º 3  | 14.311           | 17,01      | 627,2                             |
| Winnipeg           | Divisão N.º 11 | 705.244          | 464,08     | 1430,0                            |
| Total              | —              | 843.610          | 693,19     | 1141,0                            |